# Pseudohalmyrapseudes aquadulcis
Pseudohalmyrapseudes aquadulcis is een naaldkreeftjessoort uit de familie van de Parapseudidae. De wetenschappelijke naam van de soort is voor het eerst geldig gepubliceerd in 2004 door Larsen & Hansknecht.